# Háromszög-egyenlőtlenség
A háromszög-egyenlőtlenség a geometria egyik legalapvetőbb tétele, megállapítható segítségével, hogy három szakaszból lehet-e háromszöget szerkeszteni.
Az egyenlőtlenség tovább általánosítható valós és komplex számokra, összegzésekre, integrálokra és különböző terekre. Itt a hosszak szerepét abszolútértékek és különféle normák veszik át. Leginkább becslésekben használják a matematika több területén is.

## A tétel
Egy háromszögben két oldal hosszának az összege nagyobb, mint a harmadik oldal hossza. Azaz:
{\displaystyle a<b+c}  és  {\displaystyle b<a+c}  és  {\displaystyle c<a+b}.
A tétel ekvivalens alakja: {\displaystyle a-b<c},  {\displaystyle b-c<a}  és  {\displaystyle c-a<b}
Bizonyítás:
{\displaystyle AC+CB>AB} -t elég bizonyítani. Hosszabbítsuk meg az {\displaystyle AC} oldalt, és felmérjük a {\displaystyle CB} távolságot a meghosszabbított félegyenesre, így kapjuk a {\displaystyle CD} szakaszt. {\displaystyle BCD} háromszög egyenlő szárú, ekkor {\displaystyle CBD} szög = {\displaystyle CDB} szög. {\displaystyle BC} az {\displaystyle ABD} szög belsejében halad, ekkor {\displaystyle ABD} szög > {\displaystyle CBD} szög = {\displaystyle CDB} szög, így {\displaystyle AD>AB}. Ez viszont éppen a tételben szereplő {\displaystyle a+b>c}.

## Metrikus interpretáció
A háromszög-egyenlőtlenség biztosítja, hogy a kétdimenziós (általánosabban, az n dimenziós) euklideszi tér tetszőleges három A,B,C pontjára igaz legyen, hogy bármely kettő pár egymástól mért távolságainak összege nagyobb, mint a harmadik pár közt mért távolsága:
Ezt a tényt úgy is interpretálhatjuk, hogy "két pont között a legrövidebb út az egyenes", mert a háromszög-egyenlőtlenség egy speciális esete e kijelentésnek, míg utóbbi következménye az előbbinek.
A háromszög-egyenlőtlenség e változata megenged elfajult háromszögeket, amikor is néhány háromszögcsúcs vagy -oldal illeszkedik egymásra.

## A tétel általánosításai

### Valós számokra
Valós számokra: {\displaystyle |a+b|\leq |a|{+}|b|=||x|-|a||\leq |x-a|.}
Bizonyítás:
Mivel az egyenlőtlenség mindkét oldala nem negatív, ezért a négyzetre emelés ekvivalens átalakítás:
{\displaystyle a^{2}{+}2ab{+}b^{2}\ \leq \ a^{2}{+}2{|ab|}{+}b^{2}.}
Mindkét oldalból kivonva az azonos tagokat:
{\displaystyle 2ab\leq 2|ab|.}
és ez mindig teljesül, mert
{\displaystyle x\leq {|x|}} minden {\displaystyle x\in \mathbb {R} .}-re.
Valós számokra önállóan is belátható a háromszög-egyenlőtlenség kivonásos alakja:
Nyilván {\displaystyle |a{+}b|{-}|b|\leq |a|.}
Az
{\displaystyle a{\mathrel {:=\,}}x{+}y,\,b{\mathrel {:=\,}}{-}y}
helyettesítéssel
{\displaystyle |x|{-}|y|\leq |x{+}y|.}
Viszont, ha
{\displaystyle b{\mathrel {:=\,}}{-}x}
akkor
{\displaystyle |y|{-}|x|\leq |x{+}y|,}
Az előző két egyenlőtlenséget összetéve
{\displaystyle {\Big |}|x|{-}|y|{\Big |}\leq |x{+}y|\leq |x|{+}|y|.}
y helyére -y-t téve
{\displaystyle {\Big |}|x|{-}|y|{\Big |}\leq |x{-}y|\leq |x|{+}|y|.}
Összefoglalva
{\displaystyle {\Big |}|x|{-}|y|{\Big |}\leq |x{\pm }y|\leq |x|{+}|y|} minden {\displaystyle x,\,y\in \mathbb {R} }-re.

### Komplex számokra
Komplex számokra a háromszög-egyenlőtlenség:
{\displaystyle |z_{1}{}+z_{2}|\leq |z_{1}|{+}|z_{2}|.}
Bizonyítás:
Mivel egyik oldal sem lehet negatív, ezért a négyzetre emelés ekvivalens átalakítás:
{\displaystyle z_{1}{\overline {z_{1}}}{+}z_{1}{\overline {z_{2}}}{+}{\underbrace {{\overline {z_{1}}}z_{2}} _{={\overline {z_{1}{\overline {z_{2}}}}}}}{+}z_{2}{\overline {z_{2}}}\leq z_{1}{\overline {z_{1}}}{+}2{\underbrace {|z_{1}z_{2}|} _{=|z_{1}{\overline {z_{2}}}|}}{+}z_{2}{\overline {z_{2}}},}
ahol a felülvonás a komplex konjugálást jelenti. A két oldalról eltávolítva az egyenlő tagokat, és a {\displaystyle z{\mathrel {:=\,}}z_{1}{\overline {z_{2}}}} helyettesítést elvégezve
{\displaystyle z{+}{\bar {z}}\leq 2{|z|}}
A z komplex szám algebrai alakja legyen {\displaystyle z=u{+}iv}. Ezzel
{\displaystyle (u{+}iv){+}(u{-}iv)=2u\leq 2{\sqrt {u^{2}{+}v^{2}}}}
és
{\displaystyle |u|\leq {\sqrt {u^{2}{+}v^{2}}},}
ami {\displaystyle 0\leq v^{2}\ } és a valós négyzetgyökfüggvény monotóniája miatt mindig fennáll.
A valós esethez hasonlóan látható be a kivonásos alak is
{\displaystyle {\Big |}|z_{1}|{-}|z_{2}|{\Big |}\leq |z_{1}{\pm }z_{2}|\leq |z_{1}|{+}|z_{2}|} minden {\displaystyle z_{1},\,z_{2}\in \mathbb {C} }-re.

### Összegekre és integrálokra
A háromszög-egyenlőtlenség többszöri alkalmazásával és teljes indukcióval
{\displaystyle \left|\sum _{i=1}^{n}x_{i}\right|\leq \sum _{i=1}^{n}\left|x_{i}\right|}
ahol az {\displaystyle x_{i}\;} számok lehetnek valósak, vagy komplexek.
Integrálokra: Legyen az {\displaystyle f:I\to \mathbb {R} } függvény Riemann-integrálható, ahol {\displaystyle I=[a,b]\,} egy intervallum!
Ekkor
{\displaystyle \left|\int _{I}f(x)\,dx\right|\leq \int _{I}|f(x)|\,dx}.
Hasonlók teljesülnek komplex értékű függvényekre is:
{\displaystyle f:I\to \mathbb {C} }.
Ekkor ugyanis van egy komplex {\displaystyle \alpha \;} úgy, hogy {\displaystyle \alpha \int _{I}f(x)\,dx=\left|\int _{I}f\,dx\right|} és {\displaystyle |\alpha |=1\;}.
Mivel
{\displaystyle \left|\int _{I}f(x)\,dx\right|=\alpha \int _{I}f(x)\,dx=\int _{I}\alpha \,f(x)\,dx=\int _{I}\operatorname {Re} (\alpha f(x))\,dx+i\,\int _{I}\operatorname {Im} (\alpha f(x))\,dx}
valós, ezért {\displaystyle \int _{I}\operatorname {Im} (\alpha f(x))\,dx} szükségképpen egyenlő nullával.
Emellett
{\displaystyle \operatorname {Re} (\alpha f(x))\leq |\alpha f(x)|=|f(x)|},
összetéve tehát
{\displaystyle \left|\int _{I}f(x)\,dx\right|=\int _{I}\operatorname {Re} (\alpha f(x))\,dx\leq \int _{I}|f(x)|\,dx}.

### Vektorokra
Vektorokra:
{\displaystyle \left|{\vec {a}}+{\vec {b}}\right|\leq \left|{\vec {a}}\right|+\left|{\vec {b}}\right|}.
Négyzetre emeléssel:
{\displaystyle \left|{\vec {a}}+{\vec {b}}\right|^{2}=\left\langle {\vec {a}}+{\vec {b}},{\vec {a}}+{\vec {b}}\right\rangle =\left|{\vec {a}}\right|^{2}+2\left\langle {\vec {a}},{\vec {b}}\right\rangle +\left|{\vec {b}}\right|^{2}\leq \left|{\vec {a}}\right|^{2}+2\left|{\vec {a}}\right|\left|{\vec {b}}\right|+\left|{\vec {b}}\right|^{2}=\left(\left|{\vec {a}}\right|+\left|{\vec {b}}\right|\right)^{2}},
és a Cauchy–Schwarz–Bunyakovszkij-egyenlőtlenség felhasználásával:
{\displaystyle \langle {\vec {a}},{\vec {b}}\rangle \leq \left|{\vec {a}}\right|\cdot \left|{\vec {b}}\right|}.
Innen, mint a valós esetben:
{\displaystyle {\Big |}\left|{\vec {a}}\right|-\left|{\vec {b}}\right|\,\,{\Big |}\leq \left|{\vec {a}}\pm {\vec {b}}\right|\leq \left|{\vec {a}}\right|+\left|{\vec {b}}\right|}
és
{\displaystyle \left|\sum _{i=1}^{n}{\vec {a_{i}}}\right|\leq \sum _{i=1}^{n}\left|{\vec {a_{i}}}\right|.}

### Gömbháromszögekre

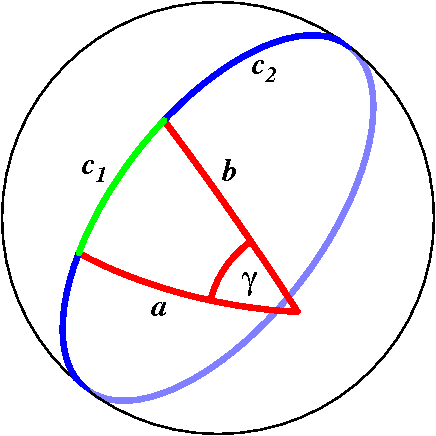
Két általános gömbháromszög

A gömbháromszögek körében a háromszög-egyenlőtlenség azokra a háromszögekre korlátozódik, amiknek egyik oldala sem nagyobb egy fél főkörívnél, azaz a < π, b < π és c < π. Általános gömbháromszögekre a tétel nem igaz.
Ahogy az ábra mutatja:
{\displaystyle \left|a-b\right|\leq c_{1}\leq a+b,}
de {\displaystyle c_{2}>a+b}, ahol még az is igaz, hogy {\displaystyle c_{2}>\pi .}

### Normált terekben
Az {\displaystyle \left(X,\|.\|\right)} normált térben a háromszög-egyenlőtlenség ezt az alakot ölti:
{\displaystyle \|x+y\|\leq \|x\|+\|y\|}
és megkövetelik, hogy a tér az adott normával ezt az egyenlőtlenséget azonossággal teljesítse.
Ebből
{\displaystyle {\Big |}\|x\|-\|y\|{\Big |}\leq \|x\pm y\|\leq \|x\|+\|y\|}
és
{\displaystyle \left\|\sum _{i=1}^{n}x_{i}\right\|\leq \sum _{i=1}^{n}\|x_{i}\|} minden {\displaystyle x_{i}\in X\;}-re.
Speciálisan, az Lp-terekben a háromszög-egyenlőtlenséget Minkowski-egyenlőtlenségnek nevezik, és a Hölder-egyenlőtlenséggel bizonyítják.

### Metrikus terekben
Az {\displaystyle \left(X,d\right)} metrikus térben a háromszög-egyenlőtlenség ezt az alakot ölti:
{\displaystyle d(x,y)\leq d(x,z)+d(z,y)}
és megkövetelik, hogy a tér az adott d távolságfüggvénnyel ezt az egyenlőtlenséget azonossággal teljesítse.
Innen következik
{\displaystyle \left|d(x,z)-d(z,y)\right|\leq d(x,y)}
és
{\displaystyle d(x_{0},x_{n})\leq \sum _{i=1}^{n}d(x_{i-1},x_{i})}
a tér tetszőleges elemeire.